# Поетична Ліга
«Поетична Ліга» — міжнародний поетичний фестиваль, який щорічно відбувається в Києві наприкінці травня.
Важливою його складником став конкурс аматорської поезії «КЛюП», який дає змогу навіть авторам-початківцям перевірити свої сили у поетичних баталіях і бути опублікованими в поетичному альманасі «Скрепка смысла».

## Історія

### 2011
Фестиваль засновано в серпні 2011 року. Конкурс аматорської поезії був створений для того, щоб знайти хороших поетів серед молоді, дати їм змогу вдосконалити свій талант і просуватися далі.

### 2012
Прийом робіт, для участі у фестивалі було завершено у 2012 році.
Підбивання підсумків було не випадково приурочене до Міжнародного жіночого дня — 8 березня, для автора-жінки — це був ще один подарунок до свята, для автора-чоловіка — ще один подарунок для його коханої жінки. За результатами відбору конкурсу в шорт-лист увійшли учасники з 4 країн, всього ж взяли участь жителі 9 країн світу.

#### Перший день фестивалю

##### Програма
Перший фестивальний день проходив у замку Шато Містик. Усім, хто не увійшов до шорт-листа за результатами голосування журі, була представлена можливість виступити і завоювати місце у фіналі, за допомогою голосування залу. Опріч того, в замку був знятий кліп «Чорна кішка», на вірші учасників Театру «ПоеТ». Були обрані міс і містер фестивалю, а поети, які набрали найбільшу кількість голосів із глядацької зали, отримали у подарунок, окрім усього іншого, квитки VIP-класу на найкраще Приват Паті року.

#### Другий день фестивалю

##### Програма
Другий день фестивалю відбувся в Будинку актора. Програма була не менш насиченою, виступали не тільки фіналісти, а й спеціально запрошені гості, після чого почалася церемонія нагородження.

##### Церемонія нагородження
Всі учасники були нагороджені заохочувальними подарунками та дипломами учасника. Фіналісти були нагороджені медалями та дипломами, переможці — кубками та сучасними мобільними телефонами.
| Місце | Переможець        | Місто        |
| ----- | ----------------- | ------------ |
| 1     | Наталія Коденцова | Київ         |
| 2     | Віктория Рарог    | Новосибірськ |
| 3     | Екатерина Нікода  | Київ         |

## Перспектива
Усі фіналісти по закінченні фестивалю запрошуються до участі в постановках театру «ПоеТ», поетичних читань, виступах на інших фестивалях, а також публікуються в альманасі «Скрепка смысла».

## Дирекція

### Головні люди
- Софія Фрунзе — організатор фестивалю;
- Андрій Грязов — голова журі;
- Мілла Енн — фотограф

## Фото
- Зйомка кліпу «Чорна кішка»[недоступне посилання з липня 2019]
- Перший день фестивалю (2012)[недоступне посилання з липня 2019]
- Другий день фестивалю (2012)[недоступне посилання з липня 2019]
- Виступ в рамках ПАВЛОВФЕСТа (2012)[недоступне посилання з липня 2019]
- Виступ на фестивалі «Каштановий Дім» (2012)[недоступне посилання з липня 2019]
- Виступ у постановці театру «ПоеТ» (2012)[недоступне посилання з липня 2019]